# فرودگاه مجیت
فرودگاه مجیت (به انگلیسی: Mejit Airport) یک فرودگاه با کد یاتا MJB است که یک باند فرود مرجان شن دارد و طول باند آن ۹۱۴ متر است. این فرودگاه در کشور جزایر مارشال قرار دارد و در ارتفاع ۲ متری از سطح دریا واقع شده‌است.